# Alcohol (Brad Paisley-låt)
"Alcohol" är en sång skriven och inspelad av Brad Paisley. Singeln släpptes i maj 2005 från albumet Time Well Wasted, och nådde som högst fjärde pålats på Billboardlistan Hot Country Songs. Den nådde som högst även 28:e platsen på Billboard Hot 100. Den nominerades till två Grammyutmärkelser: "Bästa countrylåt" och "bästa manliga country".
Sången går i C-dur. och handlar om alkoholdryckernas inverkan på människor. En video spelades också in, och släpptes i juni samma år. Den regisserades av Jim Shea, och i den sätter Little Jimmy Dickens en lampskärm över sitt huvud.

## Mottagande
Kevin John Coyne recenserade den för Country Universe, och gav den positivt betyg för sin humor."

## Listplaceringar
| Lista (2005)                 | Topplacering |
| ---------------------------- | ------------ |
| US Billboard Hot 100         | 28           |
| US Country Songs (Billboard) | 4            |

### Årslistor
| År (2005)                      | Topplacering |
| ------------------------------ | ------------ |
| USA, Country Songs (Billboard) | 24           |

### Fotnoter
1. ↑  ”"Alcohol" sheet music”. Musicnotes.com. http://www.musicnotes.com/sheetmusic/mtdFPE.asp?ppn=MN0065151&. Läst 20 september 2014.
2. ↑  Kevin Coyne (16 maj 2005). ”Brad Paisley – "Alcohol"”. Country Universe. http://www.countryuniverse.net/2005/05/16/single-reviews-may-16-2005/. Läst 20 september 2014.
3. ↑  "Brad Paisley Album & Song Chart History" Billboard Hot 100 for Brad Paisley. Prometheus Global Media.  Retrieved 20 september 2014.
4. ↑  "Brad Paisley Album & Song Chart History" Billboard Country Songs for Brad Paisley. Prometheus Global Media.  Retrieved 20 september 2014.
5. ↑  ”Best of 2005: Country Songs”. Billboard. 2005. http://www.billboard.com/charts/year-end/2005/hot-country-songs?page=2. Läst 20 september 2014.